# Carsten Peter Thiede
Pour les articles homonymes, voir Thiede.
Carsten Peter Thiede OCF KStJ (8 août 1952 - 14 décembre 2004) est un archéologue allemand et spécialiste du Nouveau Testament. Il est également membre du PEN et nommé Chevalier de justice de l'Ordre de Saint-Jean. Il est professeur d'histoire et d'époque du Nouveau Testament à la Staatsunabhängige Theologische Hochschule (STH) de Bâle et à l'Université Ben Gourion du Néguev à Beer-Sheva, en Israël. Il a souvent avancé des théories qui étaient en conflit avec le consensus de l'érudition académique et théologique.
Né à Berlin-Ouest, Thiede y étudie la Littérature comparée et l'Histoire avant d'obtenir un poste de chercheur de la Fondation nationale allemande des bourses d'études au Queen's College de l'Université d'Oxford en 1976, où il obtient un bleu de Volley-ball, et joue dans la première ligue allemande de volley-ball.

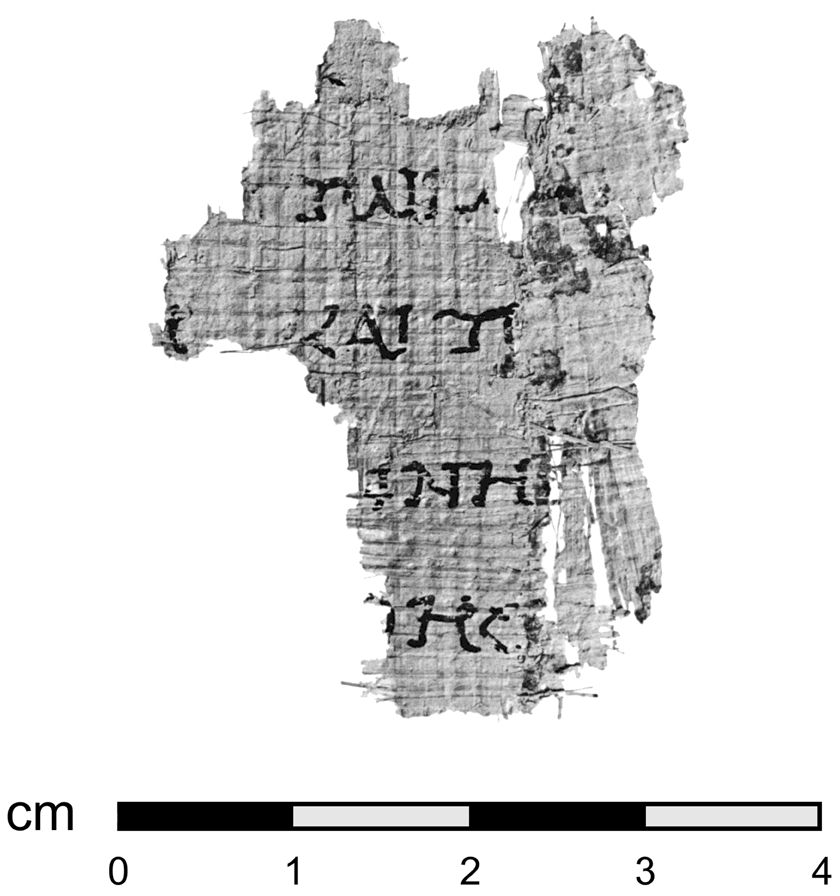
Fragment 5 de la grotte 7 de la communauté de Qumrân dans son intégralité

En 1978, il devient maître de conférences en littérature comparée à Genève, où il s'inspire de son confrère "comparativiste", George Steiner. Attiré par le sujet du christianisme primitif en raison de sa formation de linguiste et de son expertise en philologie latine médiévale, l'étude des origines du christianisme devient l'œuvre de sa vie.
Pendant plusieurs années au début des années 90, Thiede travaille avec diverses sociétés de radiodiffusion, dont BBC Radio et ERF, et en tant que rédacteur en chef à la maison d'édition Brockhaus. Thiede est surtout connu pour son interprétation de certains des fragments des manuscrits grecs de la mer Morte, notamment l'identification du petit fragment de papyrus 7Q5 comme un fragment de l'Évangile de Marc. Il soutient les affirmations controversées d'O'Callaghan selon lesquelles plusieurs fragments de papyrus de la grotte 7 de Qumrân sont en fait des textes chrétiens du Nouveau Testament datant d'avant 70 apr. J.-C.
En décembre 1994, Thiede date à nouveau le papyrus Magdalen avec l'ancien rédacteur en chef adjoint du Sunday Telegraph et actuel rédacteur en chef du Spectator, Matthieu d'Ancône, qui porte un fragment en grec de l'Évangile de Matthieu, de la dernière partie du Ier siècle sur des bases paléographiques. Cela provoque de nombreux débats et est très médiatisé, notamment avec un titre en première page dans The Times. En tentant de rendre son matériel plus accessible au grand public, il est souvent accusé d'être un écrivain de vulgarisation scientifique.
Carsten Thiede écrit d'abord un article dans la Zeitschrift für Papyrologie und Epigraphik, revue à comité de lecture académique concernant sa datation du papyrus au dernier tiers du premier siècle. Il poursuit ses recherches et publie les résultats dans son livre intitulé "Témoin oculaire de Jésus" en 1996. Thiede peut dater le papyrus Magdalen contenant une partie de l'Évangile de Matthieu à 66 apr. J.-C. en utilisant des techniques papyrologiques plus avancées et une analyse comparative avec un document daté de 66 apr. J.-C. (P. Oxy 246 II).
Dans The Quest for the True Cross, également co-écrit avec d'Ancona, Thiede soutient que le Titulus Crucis pourrait en fait faire partie de la croix de Jésus, sur la base de son étude paléographique de l'écriture, bien qu'il soit considéré comme étant un faux médiéval par de nombreux érudits. Thiede est particulièrement connu pour ses recherches sur le christianisme primitif, notamment Pierre et Paul.
Au cours des sept dernières années de sa vie, Thiede travaille également pour l'Autorité des antiquités d'Israël pour réparer les dommages causés aux manuscrits de la mer Morte et fouiller l'emplacement biblique d'Emmaüs. Fervent anglican, il est ordonné prêtre en 2000, et est également aumônier des forces armées bien qu'il soit citoyen allemand. Il est décédé subitement à Paderborn à l'âge de 52 ans d'une crise cardiaque.